# Flagenium
Flagenium es un género con seis especies de plantas con flores perteneciente a la familia de las rubiáceas.
Es nativo de Madagascar.

## Especies
- Flagenium farafanganense Ruhsam & A.P.Davis (2007).
- Flagenium latifolium Wernham (1913).
- Flagenium pedunculatum Ruhsam & A.P.Davis (2007).
- Flagenium petrikense Ruhsam & A.P.Davis (2007).
- Flagenium setosum (A.Rich.) Wernham (1914).
- Flagenium triflorum (Vahl) Baill. (1880).